# 宮川一貫

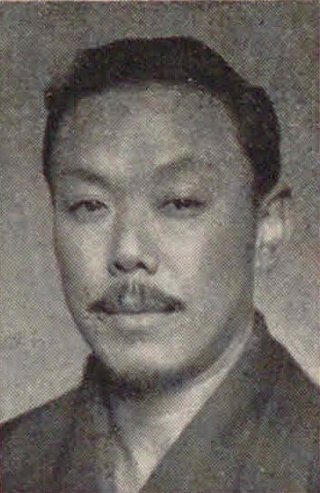
宮川一貫

宮川 一貫（みやかわ いっかん、1885年（明治18年）1月5日 - 1944年（昭和19年）3月25日）は、昭和期の政治家、柔道家。衆議院議員。玄洋社社員。

## 経歴
玄洋社幹部であった宮川太一郎の子として福岡市に生まれる。玄洋社の内田良平が開いた柔道道場である天真館で柔道を学び、福岡県中学修猷館に入学。修猷館の同期には、同じく柔道の猛者として知られた中野正剛がおり、在学中はお互いにライバルとして意識していたが、1904年に決着を付けるため柔道対決し、宮川が勝利している。右に左に投げる華麗な投げ技は、「花ならば満開の桜花を見るようなけいこぶり」とうたわれた。
1905年に修猷館を卒業後、1年間福岡に残り天真館の発展に尽くし、その後、中野に1年遅れて早稲田大学政治経済学科（現・政治経済学部）に進学し、同時に講道館に入門する。1911年、早稲田大学を卒業。
講道館において柔道7段の免状を授与され、早稲田大学の柔道講師の他、獨逸学協会学校、拓殖大学、陸軍幼年学校で柔道教師を務め、講道館最高幹部となった。早稲田大学柔道部の師範も務めている。
また、1915年、日本に亡命していたインド独立運動指導者ラース・ビハーリー・ボース、ヘーランバ・ラール・グプタに対し、日本政府はイギリス政府の要請で退去命令を出したが、宮川らは玄洋社の頭山満の指示により、ボースらを護衛して、当時居住していた頭山邸の裏口から隣家の的野半介邸に導き、さらに榎坂下に待機していた杉山茂の自動車まで警護した。その後、ボースらは新宿中村屋の相馬愛蔵邸に到着し匿われた。
1928年、第16回衆議院議員総選挙に、福岡1区で立憲政友会から立候補して当選し、以後当選3回。なお、1924年にも衆議院議員選挙に立候補していたが、その時は同じく福岡1区から立候補した同期の中野正剛に13票差で惜敗している。
1930年、ロンドンで開催された第26回列国議会同盟会議、及びブリュッセルで開催された第16回万国議院商事会議に出席している。